# Платонов, Георгий Васильевич
Гео́ргий Васи́льевич Плато́нов (8 марта 1918, д. Еремкино, Иваново-Вознесенская губерния — 22 октября 2006, Москва) — советский и российский философ, педагог. Специалист по общей теории философского знания, диалектике природы, методологическим проблемам биологии и экологии, методике преподавания философии. Доктор философских наук, профессор. Один из авторов «Краткого научно-атеистического словаря». Один из защитников мичуринской агробиологии.

## Биография
Родился 8 марта 1918 года в деревне Еремкино Шуйского уезда Ивано-Вознесенской губернии в семье сельских учителей.
В 1935 году окончил Шуйскую среднюю школу. В 1939 году окончил Сельскохозяйственную академию имени К. А. Тимирязева и был призван на военную службу в Красную Армию.
В годы Великой Отечественной войны находился на фронте. Затем окончил аспирантуру Институте философии АН СССР и занялся философскими вопросами естествознания.
В 1948 году защитил диссертацию на соискание учёной степени кандидата философских наук по теме «Философские взгляды К. А. Тимирязева».
В 1949—1950 годах — учёный секретарь Института философии АН СССР, в 1951—1958 годах — заведующий сектором философских проблем естествознания там же. В 1953 году защитил диссертацию на соискание учёной степени доктора философских наук по теме «Мировоззрение К. А. Тимирязева».
В 1954 году начал преподавать в МГУ имени М. В. Ломоносова. В 1960—1965 годы — профессор и заведующий общеуниверситетской кафедрой диалектического и исторического материализма факультетов естественных наук МГУ имени М. В. Ломоносова. Занимал должность заместителя редактора «Вестника МГУ».
С 1966 года — профессор, с 1991 года — профессор-консультант, а в 1973—1981 годы — заведующий кафедрой философии Института повышения квалификации преподавателей общественных наук МГУ имени М. В. Ломоносова.
В разные годы работал по совместительству в ИФ АН СССР, на философском факультете МГУ, на кафедре философии АН СССР, АМН СССР, МВТУ, РГУ нефти и газа имени И. М. Губкина, МГМСУ.
Автор более 250 научных трудов, из них 15 монографий, 16 брошюр, более 220 статей в журналах и сборниках
Имел трёх внуков и три внучки.

## Научная деятельность
Главной темой исследований Платонова являлся механизм взаимодействия философских и частных наук, а также место философии в развитии естествознания. Он рассматривал философию как систему общих знаний о мире в целом, о путях его познания и преобразования. Её ядром он считал диалектический материализм (общетеоретическая философия), в качестве среднего уровня видел диалектику природы (философия естествознания), исторический материализм (социальная философия), диалектическую логику (учение о мышлении), историю философии, этику, эстетику и религиоведение. Их продолжением и внешней стороной философии являются философские (методологические) проблемы частных наук, составляющих разветвленную систему научного познания, которое используется в повседневной прикладной жизни общества.
В своих исследованиях по диалектике живой природы и философским вопросам биологии наибольшее внимание уделял внутренним и внешним противоречиям биотических систем, прямой и обратной связям между нуклеиновыми кислотами и белками в живой клетке, в которых видел основу наилучшего управления наследственностью и изменчивостью организмов, созданию новых и более продуктивных сортов и пород растений и животных.
Занимаясь методологическими вопросами экологии предложил новую периодизацию истории взаимодействия природы и общества. Также им были сформулированы 10 принципов нравственно-экологического кодекса, соблюдение которых является необходимым для возникновения устойчивого экоразвития и ноосферы.
В период противоборства в советской философии сторонников гносеологического направления с онтологическим направлением (60-80-е гг.) выступал за онтологизм.

## Платонов и лысенковщина
В период лысенковщины Платонов являлся сторонником мичуринской агробиологии, впоследствии пересмотрел некоторые аспекты этого учения (отрицание внутривидовой борьбы и скорость видообразования). После разоблачения Лысенко Платонов написал книгу «Жизнь, наследственность, изменчивость» (1978), которая, как замечает Лорен Грэхем, «представляла собой абсолютно лысенковское по своему духу исследование», где Платонов заявляет о приверженности «мичуринскому учению», отстаивает достижения Лысенко по превращению одного вида пшеницы в другой, поддерживает идею о наследовании приобретённых признаков, критикует «монополизм» ДНК.

Хотя при получении Платоновым в 1963 году Ломоносовской премии отмечалось: 
В книгах показано значение теории Дарвина не только для биологии, но и для философии, антропологии, психологии, географии, физики, математики, в целом для научного познания и прогрессивного развития общества. Подвергнуты научной критике социальный дарвинизм, мальтузианство, антидарвинистские выпады Т. Д. Лысенко по вопросам отрицания им внутривидовой борьбы, подмены постепенности и преемственности в процессе образования новых видов животных и растений, абсолютизации резких (разовых) скачков при переходе от одного вида к другому.

## Награды
- Медаль «За победу над Германией в Великой Отечественной войне 1941—1945 гг.» (1945)[3]
- Государственная премия СССР (1952)[3]
- Премия имени М. В. Ломоносова (1963) за работы «Дарвин, дарвинизм и философия» (1959) и «Диалектический материализм и вопросы генетики» (1961)[3]
- Орден Отечественной войны II степени (1985)

## Сочинения

### Книги
- Платонов Г. В. Мировоззрение К. А. Тимирязева. М., 1952
- Платонов Г. В. К. А. Тимирязев. М., 1955 (переведена на английский, французский, испанский, корейский и др. языки)
- Платонов Г. В. Дарвин, дарвинизм и философия (переведена на китайский, японский, испанский и др. яз.)
- Платонов Г. В. Философские аспекты изучения живого на молекулярном уровне. М., 1966
- Платонов Г. В. Философия в вопросах и задачах. М., 1977 (в соавторстве с Н. В. Хоревым)
- Платонов Г. В. Жизнь, наследственность, изменчивость (методологические аспекты). М., 1978
- Платонов Г. В. Диалектика природы, её место и роль в системе марксистско-ленинской философии. М., 1980
- Платонов Г. В. Марксистско-ленинская философия и частные науки. М., 1982
- Диалектика живой природы (коллективный труд: 10 биологов и 10 философов, написанный по плану, при соавторстве и соредакции). М., 1984
- Платонов Г. В. Диалектика взаимодействия общества и природы. М., 1989
- Платонов Г. В., Косичев А. Д. Духовность и наша жизнь. М., 1999.

### Краткий научно-атеистический словарь
- Платонов Г. В. Аристотель // Краткий научно-атеистический словарь / Академия наук СССР. Институт философии / гл. ред. И. П. Цамерян, Р. В. Петропавловский, Г. В. Платонов, М. М. Шейнман. — 2-е изд., пересмотр. и доп.. — М.: Наука, 1969. — 800 с. — 45 000 экз.
- Платонов Г. В. Бёрбанк, Лютер // Краткий научно-атеистический словарь / Академия наук СССР. Институт философии / гл. ред. И. П. Цамерян, Р. В. Петропавловский, Г. В. Платонов, М. М. Шейнман. — 2-е изд., пересмотр. и доп.. — М.: Наука, 1969. — 800 с. — 45 000 экз.
- Платонов Г. В. Дарвин, Чарльз Роберт // Краткий научно-атеистический словарь / Академия наук СССР. Институт философии / гл. ред. И. П. Цамерян, Р. В. Петропавловский, Г. В. Платонов, М. М. Шейнман. — 2-е изд., пересмотр. и доп.. — М.: Наука, 1969. — 800 с. — 45 000 экз.
- Платонов Г. В. Дарвинизм // Краткий научно-атеистический словарь / Академия наук СССР. Институт философии / гл. ред. И. П. Цамерян, Р. В. Петропавловский, Г. В. Платонов, М. М. Шейнман. — 2-е изд., пересмотр. и доп.. — М.: Наука, 1969. — 800 с. — 45 000 экз.
- Игнатов А. И., Платонов Г. В. Жизнь // Краткий научно-атеистический словарь / Академия наук СССР. Институт философии / гл. ред. И. П. Цамерян, Р. В. Петропавловский, Г. В. Платонов, М. М. Шейнман. — 2-е изд., пересмотр. и доп.. — М.: Наука, 1969. — 800 с. — 45 000 экз.
- Платонов Г. В. Мендель, Грегор // Краткий научно-атеистический словарь / Академия наук СССР. Институт философии / гл. ред. И. П. Цамерян, Р. В. Петропавловский, Г. В. Платонов, М. М. Шейнман. — 2-е изд., пересмотр. и доп.. — М.: Наука, 1969. — 800 с. — 45 000 экз.
- Платонов Г. В. Мечников, Илья Ильич // Краткий научно-атеистический словарь / Академия наук СССР. Институт философии / гл. ред. И. П. Цамерян, Р. В. Петропавловский, Г. В. Платонов, М. М. Шейнман. — 2-е изд., пересмотр. и доп.. — М.: Наука, 1969. — 800 с. — 45 000 экз.
- Платонов Г. В. Мичурин, Иван Владимирович // Краткий научно-атеистический словарь / Академия наук СССР. Институт философии / гл. ред. И. П. Цамерян, Р. В. Петропавловский, Г. В. Платонов, М. М. Шейнман. — 2-е изд., пересмотр. и доп.. — М.: Наука, 1969. — 800 с. — 45 000 экз.
- Платонов Г. В. Платон // Краткий научно-атеистический словарь / Академия наук СССР. Институт философии / гл. ред. И. П. Цамерян, Р. В. Петропавловский, Г. В. Платонов, М. М. Шейнман. — 2-е изд., пересмотр. и доп.. — М.: Наука, 1969. — 800 с. — 45 000 экз.
- Платонов Г. В. «Происхождение видов» // Краткий научно-атеистический словарь / Академия наук СССР. Институт философии / гл. ред. И. П. Цамерян, Р. В. Петропавловский, Г. В. Платонов, М. М. Шейнман. — 2-е изд., пересмотр. и доп.. — М.: Наука, 1969. — 800 с. — 45 000 экз.
- Платонов Г. В. Свобода и необходимость // Краткий научно-атеистический словарь / Академия наук СССР. Институт философии / гл. ред. И. П. Цамерян, Р. В. Петропавловский, Г. В. Платонов, М. М. Шейнман. — 2-е изд., пересмотр. и доп.. — М.: Наука, 1969. — 800 с. — 45 000 экз.
- Платонов Г. В. Тимирязев Климент Аркадьевич // Краткий научно-атеистический словарь / Академия наук СССР. Институт философии / гл. ред. И. П. Цамерян, Р. В. Петропавловский, Г. В. Платонов, М. М. Шейнман. — 2-е изд., пересмотр. и доп.. — М.: Наука, 1969. — 800 с. — 45 000 экз.
- Платонов Г. В. Финализм // Краткий научно-атеистический словарь / Академия наук СССР. Институт философии / гл. ред. И. П. Цамерян, Р. В. Петропавловский, Г. В. Платонов, М. М. Шейнман. — 2-е изд., пересмотр. и доп.. — М.: Наука, 1969. — 800 с. — 45 000 экз.

### Статьи
- Платонов Г. В., Гирусов Э. В. Устойчивое экоразвитие путь к ноосфере // Вестник Московского университета. Сер.7. Философия. 1997. № 1. С. 49—66.
- Платонов Г. В., Косичев А. Д. Проблема духовности личности (состав, типы, назначение) // Вестник Московского университета. Сер.7. Философия. 1998. № 3. С. 16—33
- Плетников Ю. К., Платонов Г. В. Глобалистика как наука (Рец. на кн.: Федотов А. П. Введение в глобалистику. Наброски теории современного мира. М.: Изд. ТОО «СИМС», «Слово», 1997. 128 с.) // Вестник Московского университета. Сер.7. Философия. 1998. № 4. С. 109—112.
- Платонов Г. В., Нездвецкая Э. А. Полвека на службе высшей школе: [Кафедра философии ИППК МГУ им. М. В. Ломоносова в 1949—1999 гг.] // Вестник Московского университета. Сер. 7. Философия. 1999. № 5. С. 87-97
- Гирусов Э. В., Платонов Г. В. Мир в поисках концепции устойчивого развития // Вестник Московского университета. Сер. 7. Философия. 1996. № 1. С. 3—14
- Рачков П. А., Платонов, Г. В. Порядок и хаос: (о некоторых тенденциях в обществе и философии) // Вестник Московского университета. Сер. 7. Философия. 2000. № 6. С. 21—47
- Платонов Г. В., Сергеева О. А. Природный фактор в цивилизационной концепции // Вестник Московского университета. Сер. 7. Философия. 2001. № 6. С. 53—64
- Платонов Г. В., Герасимов И. Г. Многоцветная палитра философской мысли // Вестник Московского университета. Сер. 7. Философия. 2003. № 1. С. 107—115
- Платонов Г. В., Тяптиргянов М. М. Экологогуманистические регулятивы сохранения биотического разнообразия // Вестник Московского университета. Сер. 7. Философия. 2003. № 5. С. 22—35.
- Платонов Г. В., Герасимов И. Г. Особенности хозяйственно-экономической деятельности и менталитет народа // Вестник Московского университета. Сер. 7. Философия. 2007. № 2. С. 101—117